# Henricia gracilis
Henricia gracilis is een zeester uit de familie Echinasteridae.
De wetenschappelijke naam van de soort werd in 1905 gepubliceerd door Hubert Ludwig.